# Collegio di Hornchurch and Upminster
Hornchurch and Upminster è un collegio elettorale situato nella Grande Londra, e rappresentato alla Camera dei comuni del Parlamento del Regno Unito. Elegge un membro del parlamento con il sistema first-past-the-post, ossia maggioritario a turno unico; l'attuale parlamentare è Julia Lopez del Partito Conservatore, che rappresenta il collegio dal 2017.

## Estensione

Hornchurch and Upminster dal 2010 al 2024

Il collegio fu proposto dalla Boundary Commission for England in occasione della quinta revisione periodica dei collegi di Westminster nel 2008 e fu poi approvata dal Parlamento. Hornchurch and Upminster è essenzialmente un'espansione del vecchio collegio di Upminster, che include ora anche una parte del vecchio collegio di Hornchurch. Parte dei ward di Hornchurch andarono a costituire il nuovo collegio di Dagenham and Rainham.
Il collegio di Hornchurch and Upminster è costituito da otto ward elettorali del borgo londinese di Havering: 
- 2010-2024: Cranham, Emerson Park, Gooshays, Hacton, Harold Wood, Heaton, St Andrew’s e Upminster.
- dal 2024:  Cranham ward; Emerson Park (distretto elettorale EM1, EM2, EM3, EM4, EM5); Gooshays; Hacton (distretti elettorali HN1, HN2, HN3, HN4, HN5), Harold Wood, Heaton, St. Andrew's (distretti elettorali ST1, ST2, ST3, ST4, ST5) e Upminster.

## Membri del parlamento
| Elezione | Elezione    | Deputato         | Partito      |
| -------- | ----------- | ---------------- | ------------ |
|          | 2010        | Angela Watkinson | Conservatore |
| 2017     | Julia Lopez |                  | Conservatore |

## Elezioni

### Elezioni negli anni 2020
| Partito                    | Partito                                   | Candidato                  | Risultati 4 luglio 2024 | Risultati 4 luglio 2024 |
| Partito                    | Partito                                   | Candidato                  | Voti                    | %                       |
| -------------------------- | ----------------------------------------- | -------------------------- | ----------------------- | ----------------------- |
|                            | Conservatore                              | Julia Lopez                | 15 260                  | 32,54                   |
|                            | Reform UK                                 | Nicholas Palmer            | 13 317                  | 28,39                   |
|                            | Laburista                                 | Sunny Brar                 | 12 939                  | 27,59                   |
|                            | Verdi                                     | Melanie Collins            | 2 620                   | 5,59                    |
|                            | Lib Dem                                   | Ian Sanderson              | 2 371                   | 5,06                    |
|                            | Indipendente                              | David Durant               | 394                     | 0,84                    |
|                            |                                           |                            |                         |                         |
| Iscritti                   | Iscritti                                  | Iscritti                   | 75 438                  | 100,00                  |
| ↳ Votanti (% su iscritti)  | ↳ Votanti (% su iscritti)                 | ↳ Votanti (% su iscritti)  | 46 911                  | 62,18                   |
| ↳ Astenuti (% su iscritti) | ↳ Astenuti (% su iscritti)                | ↳ Astenuti (% su iscritti) | 28 527                  | 37,82                   |
|                            |                                           |                            |                         |                         |
|                            | Esito: collegio confermato a Conservatore |                            |                         |                         |

### Elezioni negli anni 2010
| Partito                    | Partito                                   | Candidato                  | Risultati 12 dicembre 2019 | Risultati 12 dicembre 2019 |
| Partito                    | Partito                                   | Candidato                  | Voti                       | %                          |
| -------------------------- | ----------------------------------------- | -------------------------- | -------------------------- | -------------------------- |
|                            | Conservatore                              | Julia Lopez                | 35 495                     | 65,76                      |
|                            | Laburista                                 | Tele Lawal                 | 12 187                     | 22,58                      |
|                            | Lib Dem                                   | Thomas Clarke              | 3 862                      | 7,16                       |
|                            | Verdi                                     | Peter Caton                | 1 920                      | 3,56                       |
|                            | BNP                                       | David Furness              | 510                        | 0,94                       |
|                            |                                           |                            |                            |                            |
| Iscritti                   | Iscritti                                  | Iscritti                   | 80 765                     | 100,00                     |
| ↳ Votanti (% su iscritti)  | ↳ Votanti (% su iscritti)                 | ↳ Votanti (% su iscritti)  | 53 974                     | 66,83                      |
| ↳ Astenuti (% su iscritti) | ↳ Astenuti (% su iscritti)                | ↳ Astenuti (% su iscritti) | 26 791                     | 33,17                      |
|                            |                                           |                            |                            |                            |
|                            | Esito: collegio confermato a Conservatore |                            |                            |                            |

| Partito                    | Partito                                   | Candidato                  | Risultati 8 giugno 2017 | Risultati 8 giugno 2017 |
| Partito                    | Partito                                   | Candidato                  | Voti                    | %                       |
| -------------------------- | ----------------------------------------- | -------------------------- | ----------------------- | ----------------------- |
|                            | Conservatore                              | Julia Lopez                | 33 750                  | 60,15                   |
|                            | Laburista                                 | Rocky Gill                 | 16 027                  | 28,57                   |
|                            | UKIP                                      | Lawrence Webb              | 3 502                   | 6,24                    |
|                            | Lib Dem                                   | Jonathan Mitchell          | 1 371                   | 2,44                    |
|                            | Verdi                                     | Peter Caton                | 1 077                   | 1,92                    |
|                            | BNP                                       | David Furness              | 380                     | 0,68                    |
|                            |                                           |                            |                         |                         |
| Iscritti                   | Iscritti                                  | Iscritti                   | 80 802                  | 100,00                  |
| ↳ Votanti (% su iscritti)  | ↳ Votanti (% su iscritti)                 | ↳ Votanti (% su iscritti)  | 56 107                  | 69,44                   |
| ↳ Astenuti (% su iscritti) | ↳ Astenuti (% su iscritti)                | ↳ Astenuti (% su iscritti) | 24 695                  | 30,56                   |
|                            |                                           |                            |                         |                         |
|                            | Esito: collegio confermato a Conservatore |                            |                         |                         |

| Partito                    | Partito                                   | Candidato                  | Risultati 7 maggio 2015 | Risultati 7 maggio 2015 |
| Partito                    | Partito                                   | Candidato                  | Voti                    | %                       |
| -------------------------- | ----------------------------------------- | -------------------------- | ----------------------- | ----------------------- |
|                            | Conservatore                              | Angela Watkinson           | 27 051                  | 48,97                   |
|                            | UKIP                                      | Lawrence Webb              | 13 977                  | 25,30                   |
|                            | Laburista                                 | Paul McGeary               | 11 103                  | 20,10                   |
|                            | Lib Dem                                   | Jonathan Mitchell          | 1 501                   | 2,72                    |
|                            | Verdi                                     | Melanie Collins            | 1 411                   | 2,55                    |
|                            | BNP                                       | Paul Borg                  | 193                     | 0,35                    |
|                            |                                           |                            |                         |                         |
| Iscritti                   | Iscritti                                  | Iscritti                   | 79 331                  | 100,00                  |
| ↳ Votanti (% su iscritti)  | ↳ Votanti (% su iscritti)                 | ↳ Votanti (% su iscritti)  | 55 236                  | 69,63                   |
| ↳ Astenuti (% su iscritti) | ↳ Astenuti (% su iscritti)                | ↳ Astenuti (% su iscritti) | 24 095                  | 30,37                   |
|                            |                                           |                            |                         |                         |
|                            | Esito: collegio confermato a Conservatore |                            |                         |                         |

| Partito                    | Partito                                         | Candidato                  | Risultati 6 maggio 2010 | Risultati 6 maggio 2010 |
| Partito                    | Partito                                         | Candidato                  | Voti                    | %                       |
| -------------------------- | ----------------------------------------------- | -------------------------- | ----------------------- | ----------------------- |
|                            | Conservatore                                    | Angela Watkinson           | 27 469                  | 51,46                   |
|                            | Laburista                                       | Kath McGuirk               | 11 098                  | 20,79                   |
|                            | Lib Dem                                         | Karen Chilvers             | 7 426                   | 13,91                   |
|                            | BNP                                             | William Whelpley           | 3 421                   | 6,41                    |
|                            | UKIP                                            | Lawrence Webb              | 2 848                   | 5,34                    |
|                            | Verdi                                           | Melanie Collins            | 542                     | 1,02                    |
|                            | Indipendente                                    | David Durant               | 305                     | 0,57                    |
|                            | Cristiano                                       | Johnson Olukotun           | 271                     | 0,51                    |
|                            |                                                 |                            |                         |                         |
| Iscritti                   | Iscritti                                        | Iscritti                   | 78 547                  | 100,00                  |
| ↳ Votanti (% su iscritti)  | ↳ Votanti (% su iscritti)                       | ↳ Votanti (% su iscritti)  | 53 390                  | 67,97                   |
| ↳ Astenuti (% su iscritti) | ↳ Astenuti (% su iscritti)                      | ↳ Astenuti (% su iscritti) | 25 157                  | 32,03                   |
|                            |                                                 |                            |                         |                         |
|                            | Esito: collegio a Conservatore (nuovo collegio) |                            |                         |                         |

## Risultati dei referendum

### Referendum sulla permanenza del Regno Unito nell'Unione europea del 2016
|             | Collegio                 | Lasciare UE % | Rimanere in UE % |
| ----------- | ------------------------ | ------------- | ---------------- |
|             | Hornchurch and Upminster | 69,4%         | 30,6%            |
| Inghilterra | 53,3%                    | 46,7%         |                  |
| Regno Unito | 51,9%                    | 48,1%         |                  |